# Østen Bergøy
Østen Bergøy (Trondheim, 6 de julio de 1970) es un cantante noruego. Es conocido por su trabajo en varios álbumes de Tristania. Actualmente es el vocalista de la banda de rock alternativo Long Night.

## Carrera musical
Bergøy es un barítono que se inició en 1995 como cantante principal en una banda de Stavanger, llamada The Morendoes, en sustitución de Jan Kenneth Barkved. El cantante abandonó el grupo poco antes de la salida del EP Jump Of Existente en 1999, ocupando su lugar Jon Arve Jøssang.
Bergøy es más conocido como un músico de estudio y posteriormente como un miembro oficial de Tristania, banda a la que llegó en 1997. Con Tristania contribuyó con las voces masculinas limpias en la canción "Angellore" de su álbum debut Widow's Weeds. En el siguiente trabajo de la banda, Beyond the Veil (1999), Bergøy colaboró en buena parte de la vocalización de las canciones.
Em 2001, se integró como un músico permanente durante las grabaciones de World of Glass, escribiendo la mayoría de las letras de este álbum. 
En 2005, participó en la realización de los primeros videos de Tristania "Libre" y "Equilibrium".
En Illumination (2007) los vocales de Bergøy son aún más notorios en la mayoría de las piezas (ante la ausencia de otro barítono invitado), e incluso, tuvo un papel fundamental en el concepto musical presentado.
En 2009, Østen anunció una pausa temporal con la banda por su paternidad. Apenas participó en algunas sesiones de la grabación del sexto álbum, Rubicon (2010), cediendo las voces limpias a Kjetil Nordhus de Trail of Tears . Posteriormente, Østen alegó que sus responsabilidades paternales no serían más compatibles con sus responsabilidades en la banda.
En 2014, Bergøy se reintegró como miembro de The Morendoes. Sin embargo,  el proyecto no se logró consolidar y en 2015 formó un trío de metal gótico llamado Long Night junto a los guitarristas Arni Sørlie  (ex-Desspo, Steelburner) y Tommy Olsson (ex-Theatre of Tragedy, Elusive).

## Discografía
Con Tristania
- Widow's Weeds - 1998
- Beyond The Veil - 1999
- World of Glass - 2001
- Ashes - 2005
- Illumination - 2007
- Rubicon - 2010

Con Long Night
- Sorrow Returns (EP) - 2016
- Barren Land - 2018

Con Sirenia
- Arcane Astral Aeons (vocales en "Aerodyne") - 2018